# Novo Lino
Novo Lino is een gemeente in de Braziliaanse deelstaat Alagoas. De gemeente telt 12.449 inwoners (schatting 2009).

## Verkeer en vervoer
De plaats ligt aan de noord-zuidlopende weg BR-101 tussen Touros en São José do Norte.